# 鲁隐公
魯隱公（？—前712年），姬姓，名息姑，魯国第十四代国君，前722年-前712年在位。魯惠公之子，生母是声子。傳世的魯國史書《春秋》及其三傳的記事都是從魯隱公開始的。

## 生平
公元前722年，魯惠公死，嫡妻所生的公子軌當時還年幼，所以國人共立息姑攝政，行君事。在位十一年，隱公始終牢記自己是攝政行君事，一心等待公子軌長大，把國君的位置禪讓給他。因此，當公子翬提出請求殺死公子軌時，隱公断然拒絶；結果公子翬怕消息走漏，反而先跟公子軌合作，把隱公刺殺而死，公子軌即位，是為魯桓公。
隱公行君事期間，重視政治、外交，魯國國力較強。隱公除了到棠地觀人捕魚，被認為不合于禮法之外，處理政事、軍事都還比較謹慎公正，與鄰國修好，所以周圍小國如滕國、薛國等國都到魯國朝拜。與鄭國、齊國等強國也結好。
在位期間的卿為公子翬、无骇、公子益师、公子彄、挟、公子豫。

## 家庭
父親：
- 魯惠公弗湟

母親：
- 聲子

弟妹：
- 魯桓公允
- 施父
- 紀伯姬
- 紀叔姬